# Список умерших в 1013 году
В этой статье представлен список известных людей, умерших в 1013 году.
См. также: Категория:Умершие в 1013 году

## Январь
- 4 января — Либентиус I[нем.] — архиепископ Бремена (988—1013)

## Апрель
- 19 апреля — Хишам II — халиф Кордовы (976—1009, с 1010)

## Июнь
- 16 июня — Фудзивара но Такато[исп.] — японский поэт и музыкант

## Сентябрь
- Кристиан[нем.] — епископ Пассау (991—1013)

## Дата неизвестна или требует уточнения
- Альбукасис — арабский врач
- Аль-Бакиллани — арабский философ

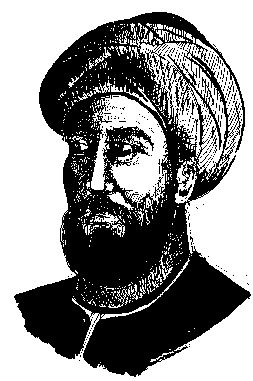
Альбукасис

- Аль-Хусейн аль-Махди — имам зейдистского Йемена с 1003 года
- Гислаберт I — Граф Руссильона 991 года, родоначальник Руссильонской династии
- Муфарридж ибн Дагфаль — бедуинский вождь племени Бану Тайи, эмир из династии Джаррахидов.
- Ренье IV — граф Эно (973—974) граф Эмса с 998
- Роберт[итал.] — граф Конверсано (1100—1113)
- Шмуэль бен Хофни[нем.] — гаон Суры
- Хедвига Французская[англ.] — графиня Эно, жена Ренье IV
- Эрменгарда Ампурьясская — супруга графа Сердани, Конфлана и Бесалу Олибы Кабреты, регент (988—993/994) во время несовершеннолетия своих сыновей Бернардо, Вифреда и Олибы.